# Rapa Nui (grupa etniczna)

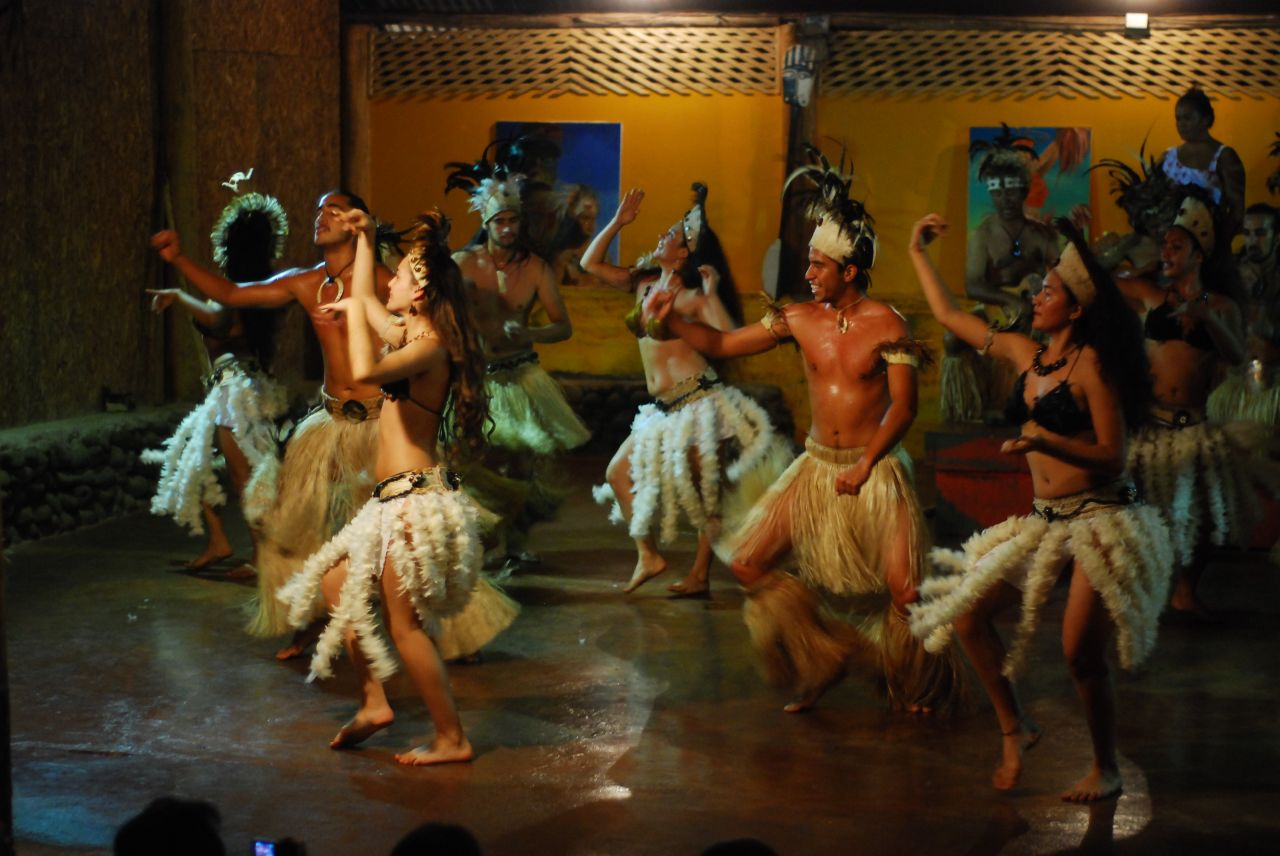
Tradycyjny taniec ludu Rapa Nui

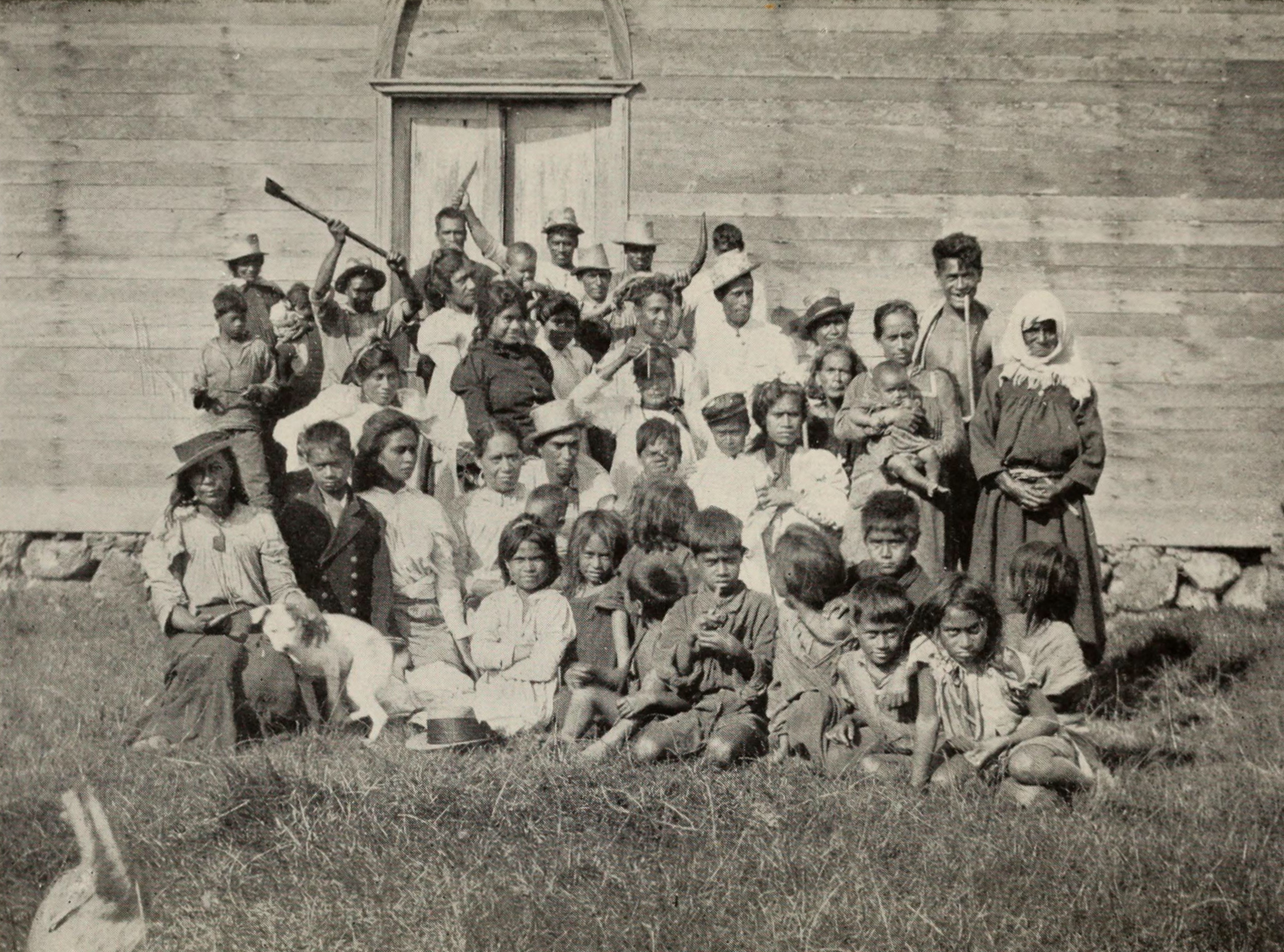
Ludność Rapa Nui

Rapa Nui – rdzenna ludność Wyspy Wielkanocnej, odłam Polinezyjczyków. Ich liczebność wynosi około 2 tys. osób. Posługują się językiem rapanui z rodziny polinezyjskiej; w użyciu jest także język hiszpański. W większości wyznają katolicyzm.

## Historia
Przodkowie Rapa Nui przybyli na Wyspę Wielkanocną około V wieku n.e. Wytworem ich kultury były między innymi wysokie na 1–15 m. kamienne posągi, zwane Moai, oraz pismo rongorongo o niewyjaśnionym pochodzeniu. Między XVI a XVIII wiekiem nastąpił upadek ich kultury w wyniku wewnętrznych konfliktów. Ostateczny cios tradycyjnym społecznościom Rapa Nui zadało uprowadzenie większości rdzennej ludności wyspy w niewolę do Peru w połowie XIX wieku. Współcześnie Rapa Nui są zasymilowani w kulturze Chile.